# Doungouzourou
Doungouzourou (auch: Doungouzoura) ist ein Dorf in der Landgemeinde Malawa in Niger.

## Geographie
Das von einem traditionellen Ortsvorsteher (chef traditionnel) geleitete Dorf befindet sich rund 20 Kilometer östlich des Hauptorts Malawa der gleichnamigen Landgemeinde, die zum Departement Dungass in der Region Zinder gehört. Zu den Siedlungen in der näheren Umgebung von Doungouzourou zählen Doumbari im Nordwesten sowie Baraguini und Gonéri Haoussa im Südwesten. Etwa acht Kilometer südöstlich von Doungouzourou verläuft die Staatsgrenze zu Nigeria.
Doungouzourou ist Teil der Übergangszone zwischen Sahel und Sudan. Die durchschnittliche jährliche Niederschlagsmenge beträgt hier zwischen 400 und 500 mm.

## Bevölkerung
Bei der Volkszählung 2012 hatte Doungouzourou 488 Einwohner, die in 72 Haushalten lebten. Bei der Volkszählung 2001 betrug die Einwohnerzahl 337 in 58 Haushalten und bei der Volkszählung 1988 belief sich die Einwohnerzahl auf 876 in 194 Haushalten.
Die Bevölkerungsdichte in diesem Gebiet ist mit über 100 Einwohnern je Quadratkilometer hoch.

## Wirtschaft und Infrastruktur
Das Gebiet der Ebenen im Süden der Region Zinder, in dem Doungouzourou liegt, ist von einer anhaltenden Degradation der ackerbaulichen Flächen gekennzeichnet, die mit der hohen Bevölkerungsdichte in Zusammenhang steht. Eine Getreidebank wurde in den 1980er Jahren etabliert. Viehzüchter nutzen die Gegend beim Dorf für ihre Herden.
Mit einem Centre de Santé Intégré (CSI) ist ein Gesundheitszentrum in Doungouzourou vorhanden. Es gibt eine Schule. Das nigrische Unterrichtsministerium richtete 1996 gemeinsam mit dem Welternährungsprogramm der Vereinten Nationen zahlreiche Schulkantinen in von Ernährungsunsicherheit betroffenen Zonen ein, darunter eine für Nomadenkinder in Doungouzourou.